# Oniric Factor
Oniric Factor es una compañía desarrolladora de videojuegos independientes, fundada por Jorge Romero y Aldo Pucheta. 
Su primer lanzamiento fue Bio Guardian, un videojuego Matamarcianos para PC.
El grupo se caracteriza por desarrollar juegos con temática retro tanto para plataformas de 8 bits (MSX- NES - Sega Master System ) como para plataformas actuales ( PC - Android).

## Historia

### 2006-2011: inicios; Estudios Valhalla
En el año 2006 Jorge Romero , más conocido como Fenris78 fundaría Estudios Valhalla para publicar títulos de PC creados bajo el motor Gamer Maker.
Durante ese periodo publicaría diferentes títulos bajo ese sello. El desarrollo de Bio Guardian iniciaría siendo aun Estudios Valhalla.

### 2012-2017: Llegada de Aldo Pucheta; Cambio de Nombre
Hacia el año 2012 se sumaria un nuevo miembro llamado Aldo Pucheta, también conocido como Shaoran, el cual era un conocido del Staff de Administración de la web en español ComunidadGM (web dedicada al motor Game Maker).
La llegada de Shaoran provocaría grandes cambios, entre ellos el grupo sería renombrado a Oniric Factor y tendría un nuevo logo. Además los videojuegos como Bio Guardian se publicarían con el nuevo nombre.

### 2017-2020: Nuevo Logo; Desembarco en Dispositivos Móviles
Posterior al lanzamiento de Jet Cat Adventure para Android se realizaría un cambio de logo el cual continua hasta el día de hoy.

### 2020- actualidad: Expansión
Desde el año 2020 que Oniric Factor ha comenzado a publicar títulos en otros sistemas diferentes del MSX. 
Esta nueva etapa deja atrás la era del MSX dentro del grupo, enfocando así sus esfuerzos en otras plataformas.

## Crítica y medios
Diferentes medios especializados han realizado cobertura sobre los lanzamientos de sus videojuegos tales como la revista británica Retro Gamer.
En algunas ocasiones el grupo participó de eventos presenciales tales como el EVA ARGENTINA organizada por ADVA.

## Videojuegos publicados por Oniric Factor
| #  | Título                 | Año  | Desarrollador | Plataforma         |
| -- | ---------------------- | ---- | ------------- | ------------------ |
| 1  | Bio Guardian           | 2011 | Oniric Factor | PC                 |
| 2  | Super Demon Hunter     | 2012 | Oniric Factor | Flash              |
| 3  | Ninja Love             | 2013 | Oniric Factor | MSX                |
| 4  | Alien Panic            | 2014 | Oniric Factor | MSX                |
| 5  | Dribol                 | 2015 | Oniric Factor | MSX                |
| 6  | Spring Warrior         | 2016 | Oniric Factor | MSX                |
| 7  | Oniric Kung Fu         | 2016 | Oniric Factor | MSX                |
| 8  | Demon Hunter           | 2016 | Oniric Factor | Teléfonos móviles  |
| 9  | Jet Cat Adventure      | 2017 | Oniric Factor | Teléfonos móviles  |
| 10 | Grey Wolf              | 2017 | Oniric Factor | MSX                |
| 11 | Lost Wind              | 2018 | Oniric Factor | MSX                |
| 12 | The Awekening          | 2019 | Oniric Factor | MSX                |
| 13 | Tantalos               | 2020 | Oniric Factor | MSX                |
| 14 | Crazy Factory          | 2020 | Oniric Factor | MSX                |
| 15 | Diana's Cave Adventure | 2020 | Oniric Factor | MSX                |
| 16 | Souls Keeper           | 2021 | Oniric Factor | MSX                |
| 17 | Jumping Llama          | 2021 | Oniric Factor | MSX                |
| 18 | Crap Job               | 2021 | Oniric Factor | NES                |
| 19 | Spring Warrior 2       | 2023 | Oniric Factor | MSX                |
| 20 | Dribol 2               | 2023 | Oniric Factor | MSX                |
| 21 | Cobol's Laboratory     | 2024 | Oniric Factor | NES                |
| 22 | Ultar's Lair           | 2024 | Oniric Factor | Atari 2600         |
| 23 | Diana's Cave Adventure | 2024 | Oniric Factor | ZX Spectrum        |
| 24 | Diana's Cave Adventure | 2024 | Oniric Factor | Sega Master System |
| 25 | Worm King              | 2025 | Oniric Factor | Game Boy Color     |
| 26 | Giles                  | 2025 | Oniric Factor | NES                |

##### Nota
- Lost Wind es un juego de mesa que se publicó junto a su respectivo videojuego de MSX.
- En algunos casos Oniric Factor toma el rol de Publisher permitiendo videojuegos de terceros en su web oficial.